# 고이데 요시마사

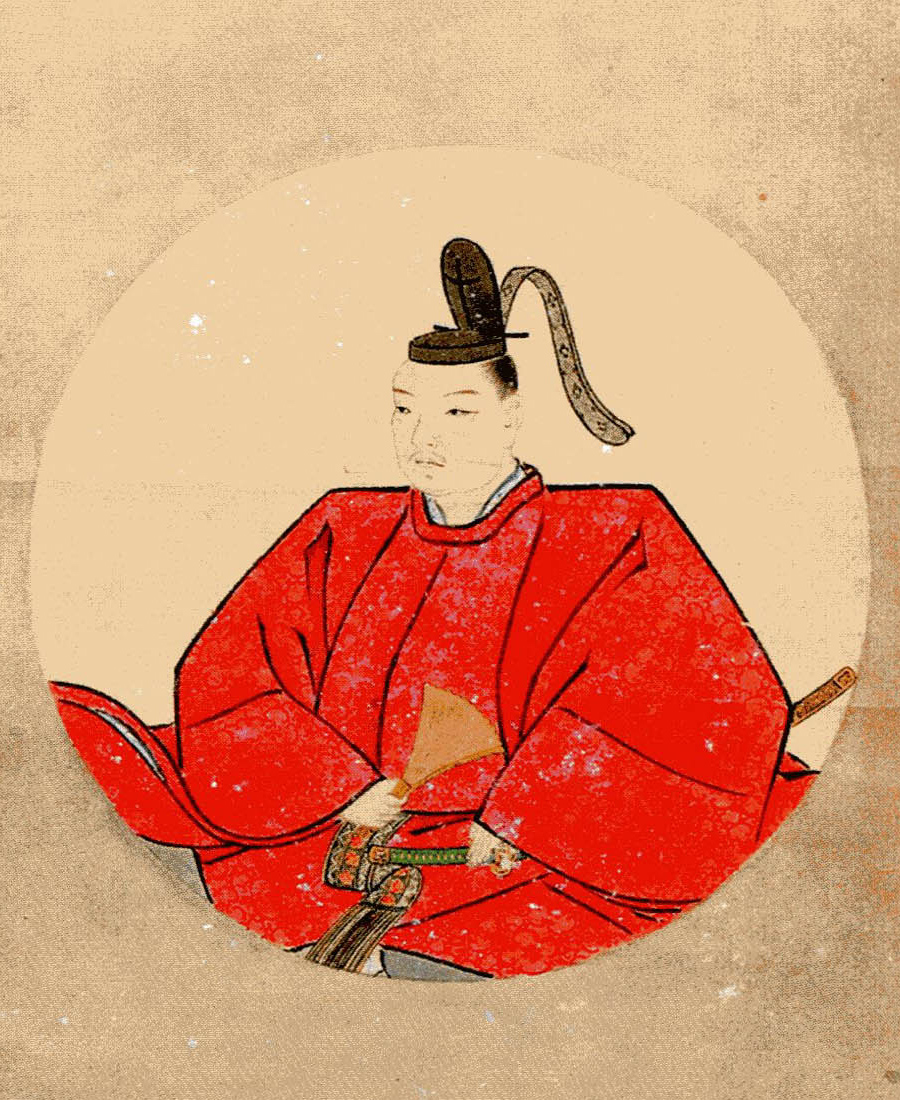
고이데 요시마사

고이데 요시마사(일본어: 小出吉政, 1565년 ~ 1613년 4월 19일)는 아즈치모모야마 시대부터 에도 시대 전기까지의 무장, 다이묘이다. 다지마 이즈시 번 초대 번주, 이즈미 기시와다번 제2대 번주를 지냈다. 이즈시 번 고이데가 제2대 당주.

## 같이 보기
- 도요토미 히데요시 - 요시마사의 이종사촌형

|  | 제1대 이즈시 번 번주 (고이데가) 1600년 ~ 1604년 | 후임 고이데 요시히데 |

| 전임 고이데 히데마사 | 제2대 기시와다번 번주 (고이데가) 1604년 ~ 1613년 | 후임 고이데 요시히데 |